# Östanbräck
Östanbräck är en by i Hälsingtuna församling i Hudiksvalls kommun, nordöstra Hälsingland.
Östanbräck ligger strax nordost om Hudiksvall, cirka tre kilometer från stadens centrum och strax öster om stadsdelen Sandvalla. Byn består av enfamiljshus samt bondgårdar. 
Norra Hälsinglands Järnväg hade en station i Östanbräck.